# ロバート・スコット・ローダー

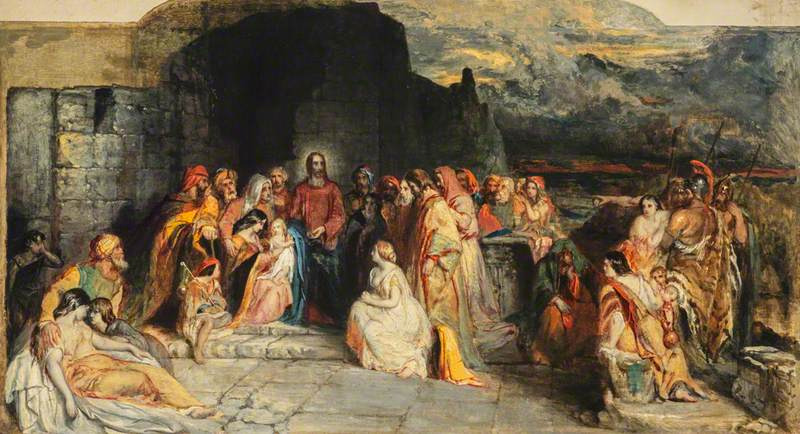
教えを説くキリスト
National Galleries of Scotland蔵

ロバート・スコット・ローダー（Robert Scott Lauder、1803年6月25日 - 1869年4月21日）はスコットランドの画家である。エディンバラの美術学校「Trustees Drawing Academy of Edinburgh」(後にエジンバラ・カレッジ・オブ・アートになる。)の教授も務めた。肖像画やスコットランドの小説家、詩人のウォルター・スコットの文学作品に題材を得た絵画も描いた 。

## 略歴
エディンバラで生まれた。実家は皮なめし工場の経営者で、エディンバラの有力者であった。弟のジェームズ・エクフォード・ローダー(James Eckford Lauder:  1811-1869)も画家になった。
たまたまスコットランドの有名な画家のデヴィッド・ロバーツ(1796-1864)と知り合い、画家の道に進むことになったとされる。 小説家のウォルター・スコットに才能を認められて、エディンバラの美術学校で学んだ。ロンドンで実家の仕事をしていた兄のもとに移り、ロンドンで3年間学び、1826年頃、エディンバラに戻り、1829年に新たに勅許を得て、王立スコットランド・アカデミー(Royal Scottish Academy)となったアカデミーの創立会員になった。1833年に結婚し、その後、弟のジェームズ・エクフォード・ローダーとともに海外に修行に出て、イタリアを旅し、ミュンヘン美術院でも学んだ。1838年からロンドンで活動し、ロイヤル・アカデミー・オブ・アーツの展覧会に出展した。ロンドンでは、民営の展覧会を開くための美術団体「自由美術協会(National Institution of the Fine Arts、後にNational Institution of Fine Artsに改名)の初代会長を務めた。
1849年にエディンバラに戻り、1852年から1861年までエディンバラの美術学校で教授を務め、多くのスコットランドの画家に影響を与えた。影響を与えた画家にはウィリアム・オーチャードソン(1832-1910)やジョン・マクワーター(1837-1911)、ピーター・グレーアム(1836-1921)らがいる。
1861年に心臓麻痺でエディンバラで亡くなった。

## 作品

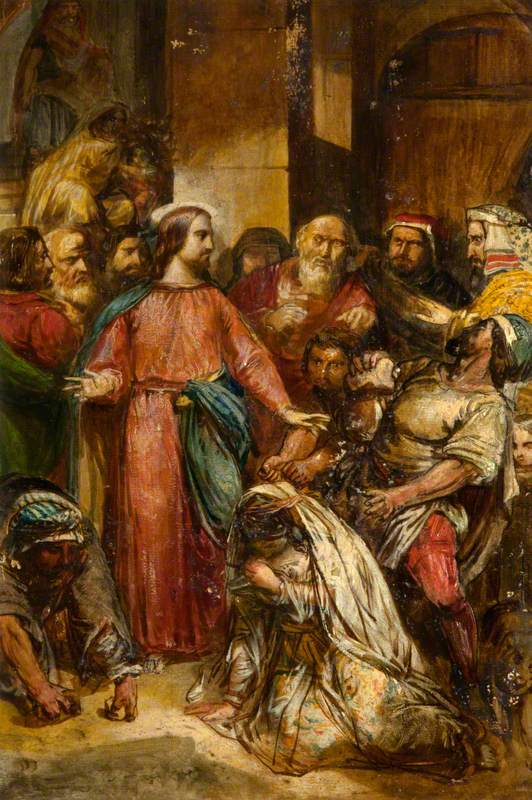
キリストと姦通の女 National Galleries of Scotland蔵
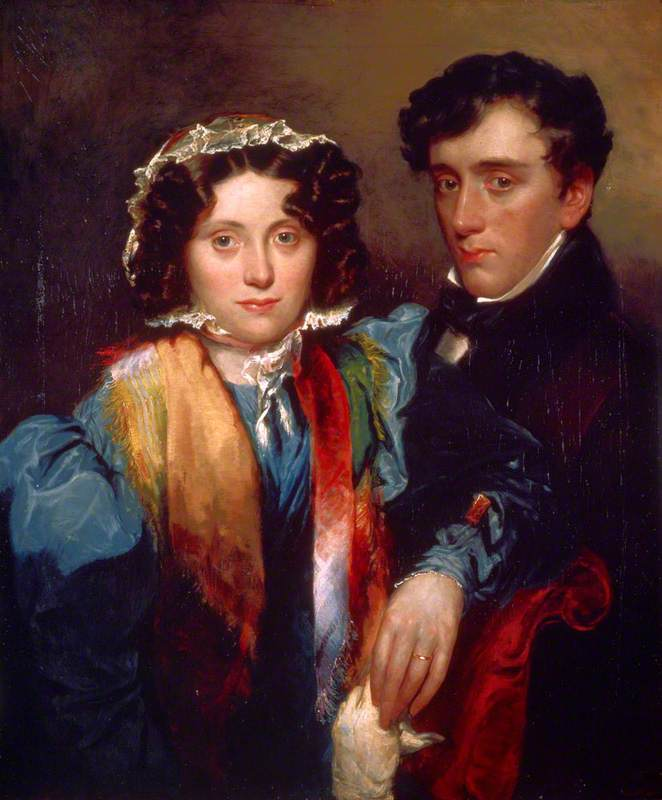
肖像画
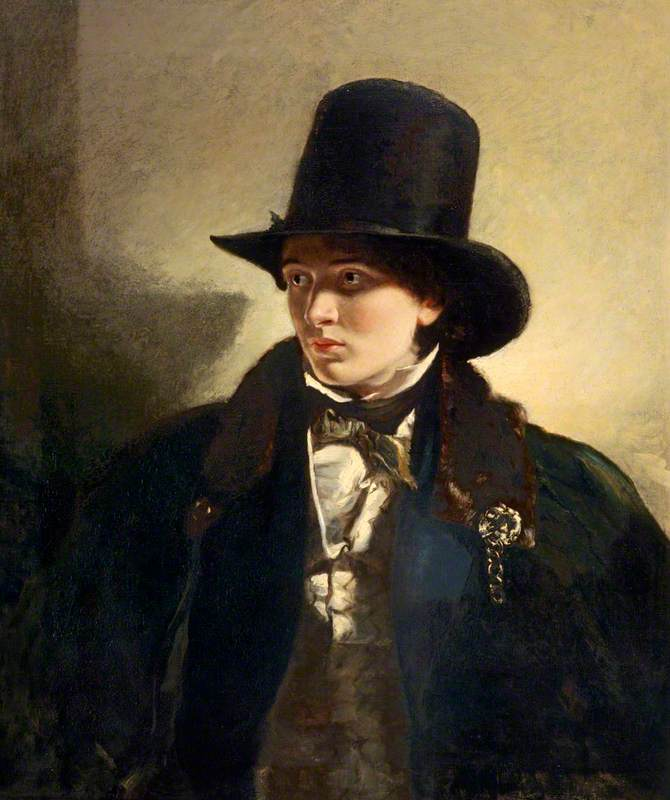
弟Henry Lauderの肖像画
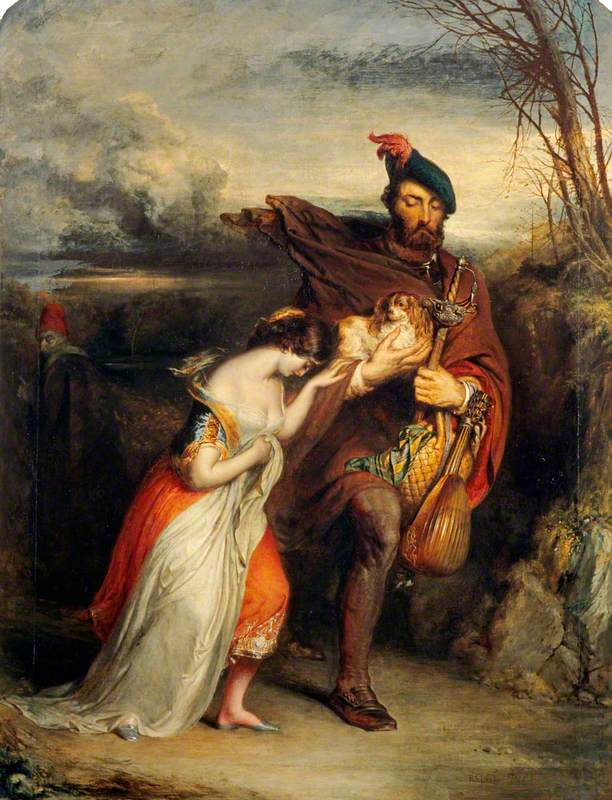
ウォルター・スコットの小説『美しきパースの娘』の場面